# Kædebrøk
En kædebrøk er et matematisk udtryk af formen
{\displaystyle x=a_{0}+{\cfrac {1}{a_{1}+{\cfrac {1}{a_{2}+{\cfrac {1}{a_{3}+\,\cdots }}}}}}}
Hvor a0 er et heltal og de andre an-værdier er positive heltal. For ikke at bruge for meget plads, kan kædebrøker også skrives
{\displaystyle x=[a_{0};a_{1},a_{2},a_{3},\ldots ].\;}
Ethvert reelt tal kan skrives med en og kun en kædebrøk, og denne kædebrøk er endelig hvis og kun hvis tallet er rationalt. 
Eksempler på kædebrøker for nogle matematiske konstanter:
- Det gyldne snit, φ=[1;1,1,1,1...]
- Kvadratroden af 2, √2 = [1; 2, 2, 2, 2, ...]
- Eulers tal, e = [2; 1, 2, 1, 1, 4, 1, 1, 6, 1, 1, 8, ...]
- Pi, π = [3; 7, 15, 1, 292, 1, 1, 1, 2, 1, ...]

Både e og π er transcendente tal, men det er kun i e's kædebrøk, at der er et mønster. 
Kædebrøker kan bruges til at finde gode tilnærmede værdier for irrationale tal. Hvis vi f.eks. vil finde en brøk, som er tæt på π, tager vi bare nogle af de første led fra kædebrøken. Hvis vi kun tager et led, får vi [3]=3. Hvis vi tager et led mere med, giver det [3;7]=3+1/7=22/7, som nok er den mest kendte brøktilnærmelse til π. Tager man et led til giver det:
{\displaystyle [3;7,15]=3+{\cfrac {1}{7+{\cfrac {1}{15}}}}=3+{\cfrac {1}{\cfrac {106}{15}}}=3+{\cfrac {15}{106}}={\cfrac {333}{106}}=3.14151...}
Til sammenligning er π=3.14159... Brøker, der er lavet på denne måde, giver altid de bedst mulige approksimationer til et givet tal.
an-værdiernes geometriske gennemsnit er det samme for næsten alle tal. Dette tal kaldes Khinchins konstant og har værdien K ≈ 2,6854520010.